# Новые Высли (Комсомольский район)
Но́вые Высли́ (чув. Хирти Выҫли) — деревня в Комсомольском районе Чувашской Республики. Входит в состав Альбусь-Сюрбеевского сельского поселения. Население села — 306 человек.

## История
Об образовании деревни, о первых переселенцах имеются разные предания. Образовались эти деревни в результате переселения в конце XVI — первой половине XVII веков.
После образования Симбирского уезда (1648) в числе других деревень в состав этого уезда причислили и деревню Новые Высли.
В XIX — в начале XX века входила в состав Муратовской волости Буинского уезда Симбирской губернии, с 1927 года — в Ибресинский район, с 1939 года — в Комсомольский.

## Население
Численность постоянного населения: 2012 год — 343 человека, 2017 год — 306 человек.
| 2010 | 2012 | 2013 | 2014 | 2015 |
| ---- | ---- | ---- | ---- | ---- |
| 308  | ↗368 | ↘336 | ↗342 | ↘324 |

## Описание
Большинство жителей деревни занимаются выращиванием севка, мясо-молочным производством.
В деревне имеется фельдшерский пункт. Функционирует образовательное учреждение типа «Начальная школа — детский сад».